# 呂号第四十二潜水艦
|          |                                                                         |
| 艦歴     |                                                                         |
| 計画     | 昭和16年度計画（マル臨計画）                                            |
| 起工     | 1942年4月27日                                                           |
| 進水     | 1942年10月25日                                                          |
| 就役     | 1943年8月31日                                                           |
| その後   | 1944年6月11日ヘッジホッグ攻撃により沈没                                 |
| 亡失認定 | 1944年7月12日                                                           |
| 除籍     | 1944年8月10日                                                           |
| 性能諸元 |                                                                         |
| 排水量   | 基準：960トン 常備：1,109トン 水中：1,447トン                           |
| 全長     | 80.50m                                                                  |
| 全幅     | 7.05m                                                                   |
| 吃水     | 4.07m                                                                   |
| 機関     | 艦本式22号10型ディーゼル2基 電動機、2軸 水上：4,200馬力 水中：1,200馬力 |
| 電池     | 1号15型240コ                                                            |
| 速力     | 水上：19.8kt 水中：8.0kt                                                |
| 航続距離 | 水上：16ktで5,000海里 水中：5ktで45海里                                 |
| 燃料     | 重油                                                                    |
| 乗員     | 61名                                                                    |
| 兵装     | 40口径8cm高角砲1門 25mm機銃連装1基2挺 53cm魚雷発射管 艦首4門 魚雷10本   |
| 備考     | 安全潜航深度：80m                                                       |

呂号第四十二潜水艦（ろごうだいよんじゅうにせんすいかん）は、日本海軍の潜水艦。呂三十五型潜水艦（中型）の8番艦。

## 艦歴
1941年（昭和16年）の昭和16年度計画（マル臨計画）により1942年（昭和17年）4月27日、佐世保海軍工廠で起工。1942年10月25日進水。1943年（昭和18年）8月31日に竣工し、二等潜水艦に類別。同日、舞鶴鎮守府籍となり、訓練部隊である第一艦隊第11潜水戦隊に編入された。
11月25日、第11潜水戦隊は第六艦隊所属となる。
30日、第34潜水隊に編入。
12月4日、呂42は舞鶴を出港し、12日にトラックに到着。23日、トラックを出港しエスピリトゥサント島周辺海域に進出。1944年（昭和19年）1月4日、南緯15度27分 東経171度28分 / 南緯15.450度 東経171.467度のエスピリトゥサント島東方200浬地点付近で米自走浮きタンクYO-159を雷撃し撃破。損傷したYO-159は米軍によって自沈処分となった。24日、トラックに到着。28日、特設潜水母艦平安丸（日本郵船、11,616トン）に横付けして魚雷の補給を受ける。
2月17日、呂42はトラック島空襲により来襲した米機動部隊の迎撃のためトラックを出港。19日にトラックに戻った。
25日、呂42はトラックを出港し、クサイ島東方沖に進出。3月1日、クェゼリンを偵察し、その後クェゼリン南東120浬地点付近を哨戒する。4日、再度クェゼリンの偵察に向かうが、米軍の哨戒機により警戒が厳しく、接近することができなかった。6日0800、ミレ南西40浬地点付近で輸送船6隻からなる輸送船団を発見。15日朝、ミレ南西70浬地点付近で戦艦1、空母5隻の機動部隊を発見。16日、西北西に100浬離れた地点に移動。18日、西方に80浬離れた地点に移動。21日、ポナペ南方240浬地点付近で輸送船3隻からなる輸送船団を発見。23日には、伊32が発見した米機動部隊の捜索に向かう。28日、トラックに到着。
4月12日、呂42はトラックを出港し、カビエン北方沖で発見された米機動部隊の迎撃に向かった。14日、トラックに到着。17日、トラックはB-24の空襲を受ける。呂42は空襲を回避するため潜航するも、同じく潜航した呂44と接触事故を起こしたため損傷。23日、トラックを出港し、30日に横須賀に到着。
5月15日、呂42は横須賀を出港し、マジュロの偵察の後あ号作戦のためクェゼリン北北東沖に進出する予定だったが、マジュロの偵察は延期となったため直接哨戒区域に向かった。10日、マジュロとクェゼリンを偵察するよう命令を受けるが、この時に命令を受け取った反応を最後に消息不明。
アメリカ側記録によると、6月10日2330、クェゼリン北東沖で米護衛駆逐艦バンガスト(USS Bangust, DE-739)が船をレーダー探知。確認に向かったところ、まもなく浮上している潜水艦を発見。発光信号で応答を求めたところ、潜水艦は急速潜航していった。それから8時間ほど、バンガストは現場海域にとどまり潜水艦を捜索した。その結果、翌11日に潜航中の潜水艦をソナー探知。バンガストはヘッジホッグを24発ずつ、合計4回投下した。4回目の攻撃を行った後、水中で大爆発音を聴取した。その爆発はすさまじく、バンガストの船体のつなぎ目に亀裂が入るほどだった。その後潜水艦の浮上しようとする音が聞こえたが、まもなく見失った。午前中には、大きな重油の帯が現場海域を漂っていた。これが呂42の最期の瞬間であり、第34潜水隊司令・山田隆大佐、艦長の工藤芳之助大尉以下乗員73名全員戦死。沈没地点はロイ＝ナムル島東方40浬地点付近、北緯10度05分 東経168度22分 / 北緯10.083度 東経168.367度。
7月12日、サイパン方面で亡失と認定され、8月10日に除籍された。
撃沈総数は1隻で、撃沈トン数は800トンである。

## 歴代艦長

### 艤装員長
- 不詳

### 艦長
- 和田睦雄 少佐：1943年8月31日 - 1944年5月14日[5]
- 工藤芳之助 大尉：1944年5月14日 - 6月11日戦死[5]